# Кричевер, Игорь Моисеевич
Игорь Моисеевич Кричевер (8 октября 1950, Куйбышев — 1 декабря 2022, Нью-Йорк) — советский, российский и американский математик, специалист по алгебраической геометрии. Ведущий научный сотрудник Института теоретической физики РАН, профессор Сколковского института науки и технологий, ВШЭ и Колумбийского университета. Автор более 150 статей по математике.

## Биография
Родился в семье инженеров авиационной промышленности — воентехника 2-го ранга военного представительства ГУ ВВС КА на Куйбышевском авиационном заводе № 1 Моисея Соломоновича Кричевера (1918—?), уроженца Могилёва, выпускника Военно-Воздушной Академии имени Жуковского, участника Великой Отечественной войны, и Марии Лейзеровны Арлиевской, родом из Полоцка. Вырос в Таганроге. Завоевал серебряную медаль на Международной математической олимпиаде 1967 года. В 1972 году окончил механико-математический факультет МГУ.
- 1975—1981 — научный сотрудник, 1981—1988 старший научный сотрудник научно-исследовательского Энергетического института им. Г. М. Кржижановского

В 1983 году защитил докторскую диссертацию на тему «Алгебраическо-геометрические методы в теории нелинейных уравнений». Доктор физико-математических наук (1984), профессор.
- 1989—1990 — старший научный сотрудник Института проблем механики
- с 1990 ведущий научный сотрудник Института теоретической физики имени Ландау РАН
- 1992—1996 — профессор Московского независимого университета
- с 1997 — профессор Колумбийского университета (в 2008—2011 годах — декан)[10]
- с 2013 — профессор ВШЭ, руководитель образовательной программы Математика и математическая физика
- с 2013 — зам. директора Института проблем передачи информации РАН.
- с 2016 года профессор и Директор Центра перспективных исследований Сколковского института науки и технологий.

Научные интересы: алгебраическая геометрия, математическая физика.
Награждён медалью ордена «За заслуги перед Отечеством» II степени (2011).
Умер 1 декабря 2022 года в Нью-Йорке.

## Семья
Брат — математик Иосиф Моисеевич Кричевер, кандидат физико-математических наук (1982). Дочь — Татьяна Игоревна Смолярова, кандидат филологических наук, специалист по русской и французской литературе.
Зять — математик Александр Браверман.